# Liste des régiments de l'Indiana de la guerre de Sécession

Drapeau des États-Unis en 1865

Cette liste des régiments de l'Indiana de la guerre de Sécession répertorie le unités d'infanterie, de cavalerie et d'artillerie levées au titre de l'armée de l'Union par l'État de l'Indiana au sein des volontaires des États-Unis.

## Unités d'artillerie
| 1st Indiana Heavy Artillery Regiment                       | 9th Independent Battery Indiana Light Artillery  | 18th Independent Battery Indiana Light Artillery (Lilly)           |
| 1st Independent Battery Indiana Light Artillery (Klauss)   | 10th Independent Battery Indiana Light Artillery | 19th Independent Battery Indiana Light Artillery                   |
| 2nd Independent Battery Indiana Light Artillery            | 11th Independent Battery Indiana Light Artillery | 20th Independent Battery Indiana Light Artillery                   |
| 3rd Independent Battery Indiana Light Artillery            | 12th Independent Battery Indiana Light Artillery | 21st Independent Battery Indiana Light Artillery                   |
| 4th Independent Battery Indiana Light Artillery            | 13th Independent Battery Indiana Light Artillery | 22nd Independent Battery Indiana Light Artillery                   |
| 5th Independent Battery Indiana Light Artillery (Simonson) | 14th Independent Battery Indiana Light Artillery | 23rd Independent Battery Indiana Light Artillery                   |
| 6th Independent Battery Indiana Light Artillery            | 15th Independent Battery Indiana Light Artillery | 24th Independent Battery Indiana Light Artillery                   |
| 7th Independent Battery Indiana Light Artillery            | 16th Independent Battery Indiana Light Artillery | 25th Independent Battery Indiana Light Artillery                   |
| 8th Independent Battery Indiana Light Artillery            | 17th Independent Battery Indiana Light Artillery | 26th Independent Battery Indiana Light Artillery (Wilder ou Rigby) |

## Cavalerie

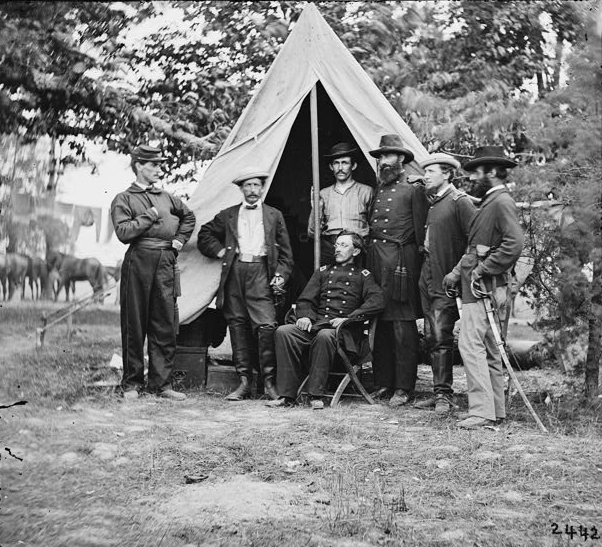
Officiers du 3rd Indiana Cavalry (aile est) en service avec l'armée du Potomac.

Note : Les régiments de cavalerie ont aussi une désignation dans l'infanterie.
- 1st Indiana Cavalry Regiment
 (28th Infantry)
- 2nd Indiana Cavalry Regiment
 (41st Infantry)
- 3rd  Indiana Cavalry Regiment
 (45th Infantry)
  - East Wing (armée du Potomac)
  - West Wing (armée de l'Ohio)
- 4th Indiana Cavalry Regiment
 (77th Infantry)
- 5th Indiana Cavalry Regiment
 (90th Infantry)
- 6th Indiana Cavalry Regiment
 (71st Infantry)
- 7th Indiana Cavalry Regiment
 (119th Infantry)
- 8th Indiana Cavalry Regiment
- 9th Indiana Cavalry Regiment
 (121st Infantry)
- 10th Indiana Cavalry Regiment
 (125th Infantry)
- 11th Indiana Cavalry Regiment
 (126th Infantry)
- 12th Indiana Cavalry Regiment
 (127th Infantry)
- 13th Indiana Cavalry Regiment
 (131st Infantry)
- Stewart's Independent Cavalry Company
- Bracken's Independent Cavalry Company
- Independent Company Mounted Scouts

## Infanterie
Note : Les 1st, 2nd, 3rd, 4th et 5th  Indiana Infantry sont des unités qui ont servi lors de la guerre américano-mexicaine.

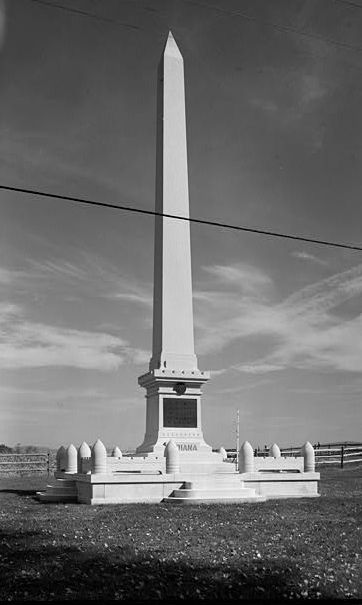
Monument de l'État de l'Indiana, champ de bataille national d'Antietam, commemorant les 7th, 14th, 19th et 27th Infantry et 3rd Cavalry (aile est)

| 6th Indiana Infantry Regiment                        | 58th Indiana Infantry Regiment                      | 112th Indiana Infantry Regiment                |
| 7th Indiana Infantry Regiment                        | 59th Indiana Infantry Regiment                      | 113th Indiana Infantry Regiment                |
| 8th Indiana Infantry Regiment                        | 60th Indiana Infantry Regiment                      | 114th Indiana Infantry Regiment                |
| 9th Indiana Infantry Regiment                        | 61st Indiana Infantry Regiment (2nd Irish Regiment) | 115th Indiana Infantry Regiment                |
| 10th Indiana Infantry Regiment                       | 62nd Indiana Infantry Regiment                      | 116th Indiana Infantry Regiment                |
| 11th Indiana Infantry Regiment                       | 63rd Indiana Infantry Regiment                      | 117th Indiana Infantry Regiment                |
| 12th Indiana Infantry Regiment (1 an)                | 64th Indiana Infantry Regiment                      | 118th Indiana Infantry Regiment                |
| 12th Indiana Infantry Regiment (3 ans)               | 65th Indiana Infantry Regiment                      | 119th Indiana Infantry Regiment (7th Cavalry)  |
| 13th Indiana Infantry Regiment                       | 66th Indiana Infantry Regiment                      | 120th Indiana Infantry Regiment                |
| 14th Indiana Infantry Regiment                       | 67th Indiana Infantry Regiment                      | 121st Indiana Infantry Regiment (9th Cavalry)  |
| 15th Indiana Infantry Regiment                       | 68th Indiana Infantry Regiment                      | 122nd Indiana Infantry Regiment                |
| 16th Indiana Infantry Regiment                       | 69th Indiana Infantry Regiment                      | 123rd Indiana Infantry Regiment                |
| 17th Indiana Infantry Regiment                       | 70th Indiana Infantry Regiment                      | 124th Indiana Infantry Regiment                |
| 18th Indiana Infantry Regiment                       | 71st Indiana Infantry Regiment (6th Cavalry)        | 125th Indiana Infantry Regiment (10th Cavalry) |
| 19th Indiana Infantry Regiment                       | 72nd Indiana Infantry Regiment                      | 126th Indiana Infantry Regiment (11th Cavalry) |
| 20th Indiana Infantry Regiment                       | 73rd Indiana Infantry Regiment                      | 127th Indiana Infantry Regiment (12th Cavalry) |
| 21st Indiana Infantry Regiment                       | 74th Indiana Infantry Regiment                      | 128th Indiana Infantry Regiment                |
| 22nd Indiana Infantry Regiment                       | 75th Indiana Infantry Regiment                      | 129th Indiana Infantry Regiment                |
| 23rd Indiana Infantry Regiment                       | 76th Indiana Infantry Regiment                      | 130th Indiana Infantry Regiment                |
| 24th Indiana Infantry Regiment                       | 77th Indiana Infantry Regiment (4th Cavalry)        | 131st Indiana Infantry Regiment (13th Cavalry) |
| 25th Indiana Infantry Regiment                       | 78th Indiana Infantry Regiment                      | 132nd Indiana Infantry Regiment                |
| 26th Indiana Infantry Regiment                       | 79th Indiana Infantry Regiment                      | 133rd Indiana Infantry Regiment                |
| 27th Indiana Infantry Regiment                       | 80th Indiana Infantry Regiment                      | 134th Indiana Infantry Regiment                |
| 28th Indiana Infantry Regiment (1st Cavalry)         | 81st Indiana Infantry Regiment                      | 135th Indiana Infantry Regiment                |
| 28th Indiana Infantry Regiment (Colored)             | 82nd Indiana Infantry Regiment                      | 136th Indiana Infantry Regiment                |
| 29th Indiana Infantry Regiment                       | 83rd Indiana Infantry Regiment                      | 137th Indiana Infantry Regiment                |
| 30th Indiana Infantry Regiment                       | 84th Indiana Infantry Regiment                      | 138th Indiana Infantry Regiment                |
| 31st Indiana Infantry Regiment                       | 85th Indiana Infantry Regiment                      | 139th Indiana Infantry Regiment                |
| 32nd Indiana Infantry Regiment (1st German Regiment) | 86th Indiana Infantry Regiment                      | 140th Indiana Infantry Regiment                |
| 33rd Indiana Infantry Regiment                       | 87th Indiana Infantry Regiment                      | 141st Indiana Infantry Regiment                |
| 34th Indiana Infantry Regiment                       | 88th Indiana Infantry Regiment                      | 142nd Indiana Infantry Regiment                |
| 35th Indiana Infantry Regiment (1st Irish Regiment)  | 89th Indiana Infantry Regiment                      | 143rd Indiana Infantry Regiment                |
| 36th Indiana Infantry Regiment                       | 90th Indiana Infantry Regiment (5th Cavalry)        | 144th Indiana Infantry Regiment                |
| 37th Indiana Infantry Regiment                       | 91st Indiana Infantry Regiment                      | 145th Indiana Infantry Regiment                |
| 38th Indiana Infantry Regiment                       | 92nd Indiana Infantry Regiment                      | 146th Indiana Infantry Regiment                |
| 39th Indiana Infantry Regiment                       | 93rd Indiana Infantry Regiment                      | 147th Indiana Infantry Regiment                |
| 40th Indiana Infantry Regiment                       | 94th Indiana Infantry Regiment                      | 148th Indiana Infantry Regiment                |
| 41st Indiana Infantry Regiment (2nd Cavalry)         | 95th Indiana Infantry Regiment                      | 149th Indiana Infantry Regiment                |
| 42nd Indiana Infantry Regiment                       | 96th Indiana Infantry Regiment                      | 150th Indiana Infantry Regiment                |
| 43rd Indiana Infantry Regiment                       | 97th Indiana Infantry Regiment                      | 151st Indiana Infantry Regiment                |
| 44th Indiana Infantry Regiment                       | 98th Indiana Infantry Regiment                      | 152nd Indiana Infantry Regiment                |
| 45th Indiana Infantry Regiment (3rd Cavalry)         | 99th Indiana Infantry Regiment                      | 153rd Indiana Infantry Regiment                |
| 46th Indiana Infantry Regiment                       | 100th Indiana Infantry Regiment                     | 154th Indiana Infantry Regiment                |
| 47th Indiana Infantry Regiment                       | 101st Indiana Infantry Regiment                     | 155th Indiana Infantry Regiment                |
| 48th Indiana Infantry Regiment                       | 102nd Indiana Infantry Regiment                     | 156th Indiana Infantry Regiment                |
| 49th Indiana Infantry Regiment                       | 103rd Indiana Infantry Regiment                     | 157th Indiana Infantry Regiment                |
| 50th Indiana Infantry Regiment                       | 104th Indiana Infantry Regiment                     | 158th Indiana Infantry Regiment                |
| 51st Indiana Infantry Regiment                       | 105th Indiana Infantry Regiment                     | 159th Indiana Infantry Regiment                |
| 52nd Indiana Infantry Regiment                       | 106th Indiana Infantry Regiment                     |                                                |
| 53rd Indiana Infantry Regiment                       | 107th Indiana Infantry Regiment                     |                                                |
| 54th Indiana Infantry Regiment                       | 108th Indiana Infantry Regiment                     |                                                |
| 55th Indiana Infantry Regiment                       | 109th Indiana Infantry Regiment                     |                                                |
| 56th Indiana Infantry Regiment                       | 110th Indiana Infantry Regiment                     |                                                |
| 57th Indiana Infantry Regiment                       | 111th Indiana Infantry Regiment                     |                                                |

## Sources
- (en) « The Civil War Archive, Union Regimental Index: Indiana »
- (en) Frederick H. Dyer, 'A Compendium of the War of the Rebellion, New York and London. Thomas Yoseloff, Publisher, 1959 (LCCN 5912963)
- (en) William R. Holloway, Civil War Regiments from Indiana, Pensacola, Florida, eBookOnDisk.com, 2004, 224 p. (ISBN 1-932157-31-X)[note 1]